# Orville C. Pratt
Orville C. Pratt (24 de abril de 1819 - outubro de 1891) foi um juiz e advogado americano. Ele serviu como segundo juiz associado do Supremo Tribunal de Oregon de 1848 a 1852.